# 棪木
棪木，是在《山海经》里提及的一种乔木，结出的果实像苹果，表面红了就能吃。

## 出處
《山海经·五藏山经·南山经》：又东三百里，曰堂庭之山，多棪木，多白猿，多水玉，多黄金。
1. ↑   康熙字典：
《广韵》《集韵》𠀤以冉切，音剡。《说文》㯈其也。《尔雅·释木》棪，㯈其。《郭注》实似柰，赤，可食。《山海经》堂庭之山多棪木。《注》别名连。